# Wie schön leuchtet der Morgenstern (BWV 1)
Wie schön leuchtet der Morgenstern (Nederlands: Hoe helder staat de morgenster) (BWV 1) is een religieuze cantate gecomponeerd door Johann Sebastian Bach. 

## Programma
De cantate is geschreven ter gelegenheid van Annunciatie, het feest ter gelegenheid van de aankondiging van de geboorte van Jezus aan Maria. Omdat Annunciatie op 25 maart -en dus vaak in de vastentijd- valt, was het niet gebruikelijk om Annunciatie met muziek te vieren. In 1725 echter viel Annunciatie gelijk met Palmzondag, waardoor er toch een feestelijke cantate uitgevoerd kon worden in Leipzig. In de cantate is geen enkele verwijzing naar Palmzondag te vinden. 
Deze cantate behoort tot de tweede cantatejaargang. 
In de cantate wordt verwezen naar de volgende Bijbellezingen:
- Jesaja 7, 10-16 (Aan u een teken: Zie, de jonge vrouw zal zwanger worden en een zoon baren en roepen zal zij als zijn naam: Immanuel:met ons is God)
- Lucas 1, 26-38 (Gabriël, de aankondig-engel zegt tot haar: Vrees niet, Maria, want je hebt genade gevonden bij God; Zie, je zult in je schoot ontvangen en baren een zoon en zijn naam noemen Jezus)

## Tekst
De cantate is gebaseerd op het gelijknamige koraal uit 1599 geschreven door Philipp Nicolai, die vooral bekend is van het koraal Wachet auf, ruft uns die Stimme. Zoals Bach wel vaker deed, gebruikte hij de tekst van het eerste en het laatste couplet van het koraal als hoekstenen voor de cantate. De tussenliggende aria's en recitatieven zijn vermoedelijk van de hand van librettist Andreas Stübel, emeritus conrector van de Thomasschool te Leipzig. Aan de door Nicolai bedachte tekst en melodie van deze koraal hechtte Bach veel belang. Hij verwerkte ze in vele cantates zoals BWV 36, 172 en 61. In deze cantates gaat het altijd over de komst, de wederkomst en de verschijning van de Messias.
Inhoud 
1. Koor "Wie schön leuchtet der Morgenstern"
2. Recitatief (tenor) "Du wahrer Gottes und Marien Sohn"
3. Aria (sopraan) "Erfüllet, ihr himmlischen göttlichen Flammen"
4. Recitatief (bas) "Ein irdischer Glanz, ein leiblich Licht"
5. Aria (tenor) "Unser Mund und Ton der Saiten"
6. Koraal "Wie bin ich doch so herzlich froh"

## Muzikale bezetting
De cantate is geschreven voor vierstemmig koor, zangsolisten, en de in de kerkmuziek ongebruikelijke combinatie van twee hoorns in hoge F gestemd, twee jachthobo's of oboe da caccia, twee solo-violen en een strijkorkest bestaande uit violen, altviool en basso continuo.

## Toelichting

### Algemene informatie
Hoewel deze cantate BWV-nummer 1 gekregen heeft, is zij zeker niet de oudste door Johann Sebastian Bach geschreven cantate. Waarschijnlijk is Aus der Tiefen rufe ich, Herr, zu dir (BWV 131) uit 1707 de oudste -nog bekende- cantate. Maar het is niet helemaal toevallig dat deze cantate nummer 1 gekregen heeft: toen in 1850 de Bach Gesellschaft werd opgericht die al het werk van Bach wilde publiceren, was het de bedoeling met de Hohe Messe te beginnen. Dit omdat Bach destijds door velen nog gezien werd als een componist van fuga's voor het orgel terwijl het vocale werk nog maar net 'herontdekt' was. Omdat er geen volledige partituur van de Hohe Messe werd gevonden, werd besloten in de eerste band tien van de mooiste en meest gevarieerde cantates te publiceren. Acht daarvan stammen uit Bachs tweede cantatejaargang te Leipzig. Mede vanwege de ongebruikelijke muzikale bezetting, opende "Wie schön leuchtet der Morgenstern" deze eerste band van de Bach Gesellschaft en werd dus cantate 'nummer 1'. In zijn doorgenummerde en systematisch naar werksoort geordende Bach Werke Verzeichnis (BWV) van 1950 besloot Wolfgang Schmieder te beginnen met de tweehonderd, door de negentiende-eeuwse Bach Gesellschaft genummerde cantates; deze inventaris is dus, anders dan de door Köchel gevolgde chronologische ordening  van Mozarts oeuvre, systematisch naar type muziekstuk ingedeeld.

### Bachs muzikale verwerking
- In het openingskoor zingen de sopranen de koraalmelodie in lange noten. De andere stemmen, begeleid door de instrumenten, zingen contrapuntische tegenmelodieën. Alleen de woorden "lieblich, freundlich" worden door het koor gemeenschappelijk gezongen in lange noten. Het openingsstuk is geschreven in 12/8-maat, waardoor het stuk muzikaal aan een gigue doet denken. In dit openingskoor verwijst Bach door de aanwending van de instrumenten, twee hoorns en twee jachthobo's, naar de cantate 65 Sie werden aus Saba alle kommen, bestemd voor het feest van Epifanie. Daarbij valt ook de stalenkrans op die de concerterende violen toevoegen aan de sonore blazersklank.
- Het bas recitatief Ein irdscher Glanz, ein leiblich Licht (no. 4) wordt secco begeleid, wat wil zeggen dat de tekst vrijwel geheel a capella gezongen wordt en slechts enkele woorden muzikaal worden uitgelicht. Hierdoor komt het accent maximaal op de tekst te liggen.
- In de tenoraria Unser Mund und Ton der Saiten (no. 5) is de structuur van het openingskoor te horen.
- In het slotkoraal (no. 6) speelt een van de hoorns samen met de eerste viool mee met de sopranen in het koor. De andere hoorn speelt een eigen melodie. De twee jachthobo's spelen (met het strijkorkest) mee met de alt en de tenor.